# Seirocastnia amalthea
Seirocastnia amalthea är en fjärilsart som beskrevs av Johan Wilhelm Dalman 1823. Seirocastnia amalthea ingår i släktet Seirocastnia och familjen nattflyn. Inga underarter finns listade.